# Геннеке фон Бассевіц
Граф Геннеке фон Бассевіц (нім. Hennecke Graf von Bassewitz, *27 січня1935) — німецький дипломат, журналіст.

## Біографія
Народився в 1935 році в місті Росток. Отримав вищу юридичну освіту, працював журналістом.
З 1963 до 1989  працював в міністерстві закордонних справ Федеративної Республіки Німеччина та в посольствах ФРН в Іраку, Малайзії, Сінгапурі, США, Сьєрра-Леоне.
Прес-секретар при федеральному Президентові ФРН Вальтері Шеєлі.
Надзвичайний і Повноважний Посол ФРН в Сьєрра-Леоне.
1989-1992 — генеральний консул Федеративної Республіки Німеччина в Києві.
18 лютого 1992 — 1993 — Надзвичайний і Повноважний Посол ФРН в Україні.
Був послом Німеччини в Боснії і Герцеговині.